# Addicted to Love
Addicted to Love is de eenentwintigste aflevering van het vierde seizoen van het tienerdrama Beverly Hills, 90210, die voor het eerst werd uitgezonden op 9 februari 1994.

## Verhaal
Redacteur Josh Richland besluit een artikel te schrijven over Brandon, maar heeft voornamelijk interesse in de roddels over hem. Hij valt constant zijn vrienden lastig voor informatie, maar niemand wil iets loslaten over hem. Brandon is bang dat Josh achter zijn relatie met antropologiedocente Lucinda zal komen en maakt daarom een publieke verschijning met Kelly bij een sociale gelegenheid. Kelly's vriend Dylan houdt ondertussen Lucinda bezig. Dit is geheel tot ongenoegen van Brandon, die jaloers wordt op Dylan en Lucinda's goede band.
Brenda en Stuart reizen naar Palm Springs om een romantisch weekendje door te brengen. Tijdens een pauze in een verlaten gebied doet Brenda per ongeluk de auto op slot terwijl ze allebei buiten zijn. Stuart wordt razend en kan zich alleen nog maar aan alles ergeren. Brenda wordt negatief verrast door deze nieuwe kant van hem en besluit de relatie uiteindelijk te verbreken.
David verzekert al zijn vrienden ervan dat hij nooit meer drugs zal gebruiken. Kelly gelooft hem en besluit weer bij hem en Donna in te trekken. Steve is de campus waarin hij woont meer dan zat en mag tijdelijk intrekken bij Andrea.

## Rolverdeling
- Jason Priestley - Brandon Walsh
- Shannen Doherty - Brenda Walsh
- Jennie Garth - Kelly Taylor
- Ian Ziering - Steve Sanders
- Gabrielle Carteris - Andrea Zuckerman
- Luke Perry - Dylan McKay
- Brian Austin Green - David Silver
- Tori Spelling - Donna Martin
- Carol Potter - Cindy Walsh
- James Eckhouse - Jim Walsh
- Joe E. Tata - Nat Bussichio
- Mark D. Espinoza - Jesse Vasquez
- David Gail - Stuart Carson
- Dina Meyer - Lucinda Nicholson
- Cress Williams - D'Shawn Hardell
- Joshua Beckett - Josh Richland
- Peter Mark Richman - Lawrence Carson
- William S. Taylor - Dean Trimble
- Kathy Evison - Kathy Fisher
- Nicholas Pryor - Milton Arnold